# Цебриківська бібліотека для дорослих
Цебриківська бібліотека для дорослих КЗ «Великомихайлівська ЦБС» — це публічна бібліотека для дорослих смт Цебрикове Роздільнянського району Одеської області.

## Історія

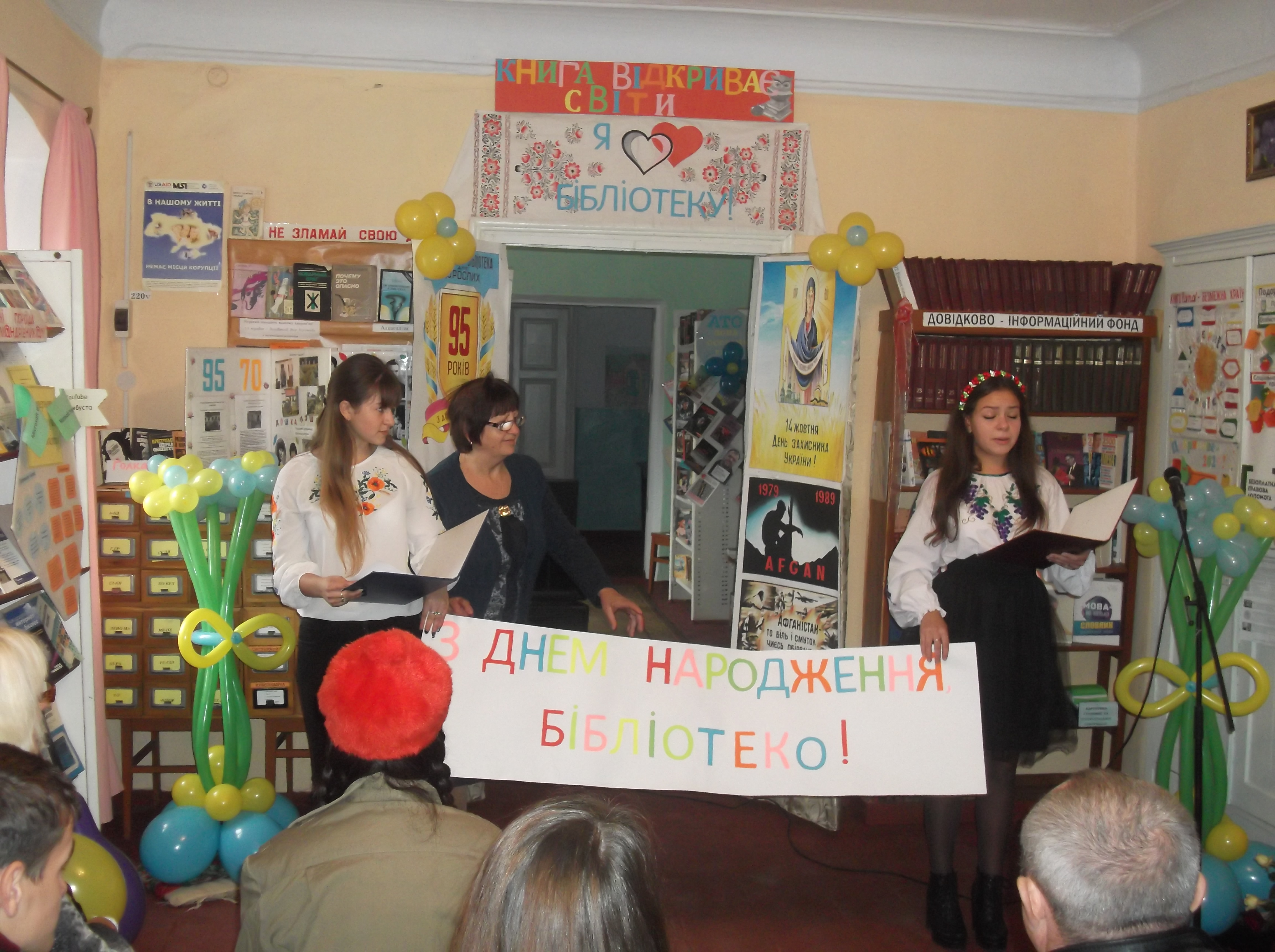

Дата заснування бібліотеки — 2 грудня 1922 року.

### Основні моменти діяльності книгарні

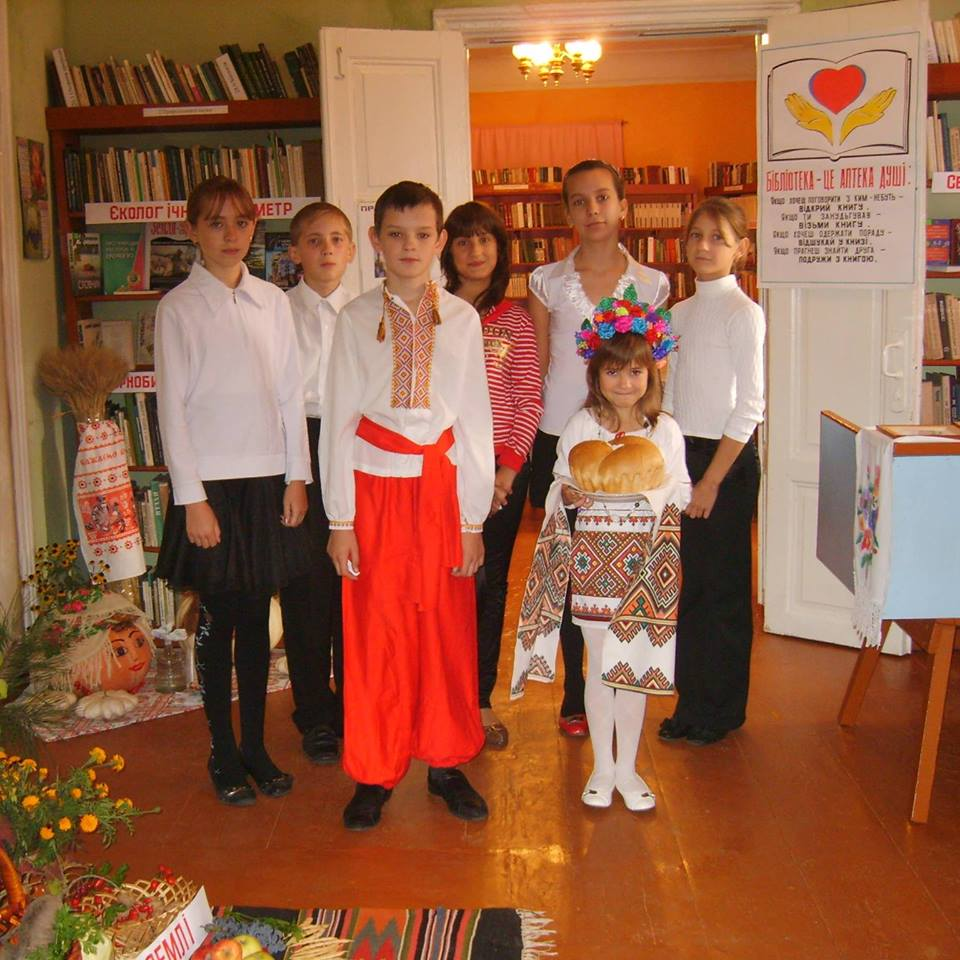

З 1923 року — Цебриківська районна бібліотека для дорослих.
З 1963 року — Цебриківська бібліотека для дорослих Великомихайлівського району Одеської області.
З 1978 року — Цебриківська бібліотека — філія для дорослих Великомихайлівської Централізованої бібліотечної системи.
У 2011 році книгарня перемогла у Міжнародному проекті «Бібліоміст» та отримала 3 комп'ютери та вільний
доступ до Інтернету.
У 2017 році бібліотека відзначила свій 95-річний ювілей.

### Створення бібліотеки

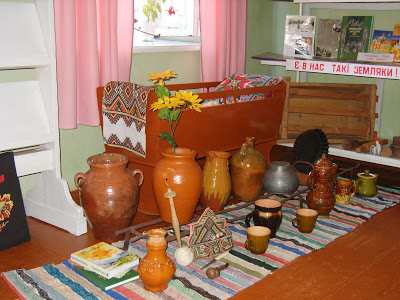

Село, як і люди, має свій день народження. Цебрикове переступило свій 200 річний ювілей і крокує далі з новими успіхами і досягненнями. Для села це небагато, але зараз дуже важливо не розгубити по життєвим дорогам історію його заснування, історію життя людей, які прославили своє рідне село.
Так і Цебриківська бібліотека для дорослих має свою славну історію. На 3 з'їзді політосвіти, який відбувся з 26 листопада по2 грудня 1922 року було прийнято рішення про заснування в селищі Цебрикове бібліотеки, з фондом 3 тисячі книг, а читачів було -20 Бібліотека включилася у велику роботу по ліквідації неписемності серед населення.
В 1924 році в бібліотеці нараховувалось 4535 книг, читачів-книговидача-1218, виписувалося 25 назв газет і журналів. В 1929 році книгарня знаходилась в одній з кімнат сільбуду, а в 1936 році помістили у новозведений будинок культури.
Під час Другої світової війни будинок культури було спалено фашистськими окупантами, де загинула вся бібліотека з фондом 8500 книг.
По закінченню війни в 1947 році знову організували бібліотеку: Цебриківську районну бібліотеку для дорослих, на той час наше селище було районним центром. Нараховувала бібліотека 300 книг і розташовувалася в одній із кімнат будинку піонерів.

### Нова будівля бібліотеки
В 1959 році бібліотека перейшла в будівлю, де знаходився райком партії, так у цьому приміщенні бібліотека розташована і досі. Поруч школа, ліцей, сільська Рада, будинок культури, дитсадок.
У 1979 році відбулася централізація бібліотечної системи і першим директором була призначена Прус Клавдія Василівна. Наша бібліотека стала також у когорті бібліотек району і розпочала реорганізацію роботи. Через деякий час систему очолила Алексейчук Людмила Миколаївна, з 1990 року — Терземан Валентина Іванівна. Зараз Великомихайлівська ЦБС працює під керівництвом Бабінчук Людмили Миколаївни. В різний період завідувачами відділу культури працювали: Леонід Карпович Іванов, Катерина Дмитрівна Прокопенко, Геннадій Павлович Щипківський, Тетяна Володимирівна Жарська, Іван Миколайович Портний. В даний період на посаді Великомихайлівського відділу культури та туризму працює Беген Раїса Іванівна.
Починаючи з 1979 року у нашій бібліотеці розпочалися великі зміни у роботі: реорганізація каталогів, картотек, проводиться перестановка книжкового фонду згідно з новими ББК, організовується юнацький клуб «Юність» патріотичного направлення, проводяться нові форми і методи роботи: політбої, круглі столи, презентації, виїзні агітбригади. Ось деякі з назв масових заходів тих років: бесіда «Людина та ринок», огляд літератури «На шляху до „вільної економіки“, усний журнал „Моральні цінності радянської людини“, музичний урок „Музика, звернена до всього людства“. Обслуговуються читачі на пунктах видачі: чотири тваринницькі ферми, сільгосптехніка, дитячий садок, Цебриківська неповна середня школа, село Ольгінове та село Мало-Цебрикове. Якомога більше залучалося читачів до бібліотеки: у 1986 році користувачів нараховувалось- 3000, відвідувань — 15000, книговидача складала 40000 екземплярів. За рік книгарня отримувала по 3 тисячі нових видань та 15 назв газет та 25 журналів. В цей час розпочалося максимальне інформування населення книгою, діяв міжбібліотечний абонемент. Книгарня працювала творчо і з наснагою: завідувачка та два бібліотекарі, які працювали на повні робочі ставки. Розпорядок робочого дня: з 11 до 20 години, вихідний день: понеділок. Так бібліотека працювала до початку 90-х років.

### Сьогодення бібліотеки

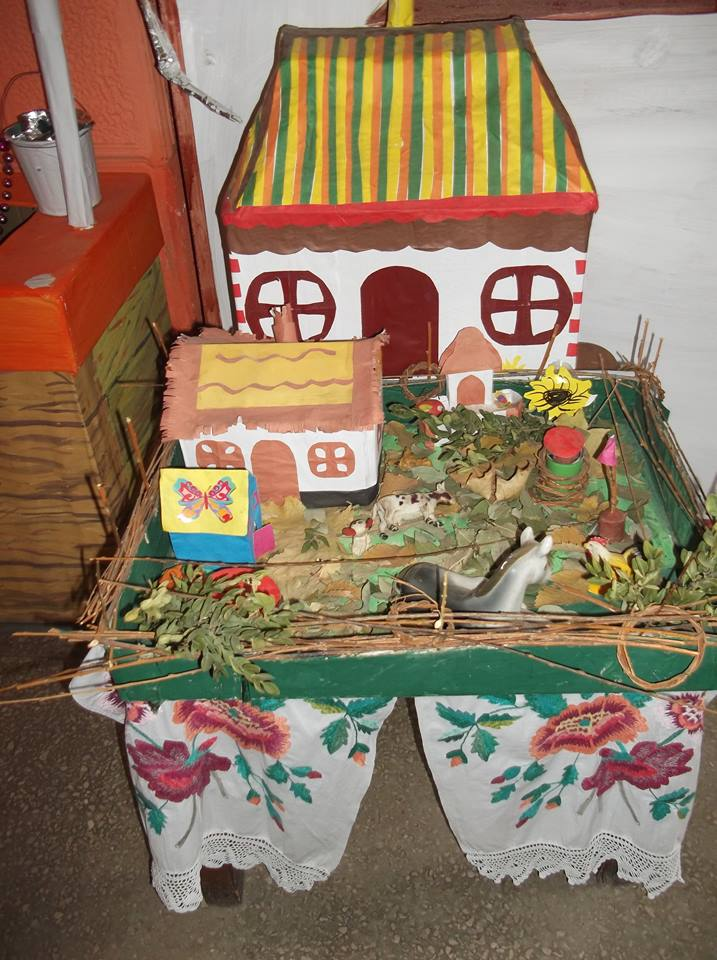

Україна стала незалежною державою і розпочався для країни важкий економічний, політичний період. Це торкнулося всіх сфер життя, в тому числі і діяльності бібліотек. Майже перестали надходити нові книги, не велася передплата періодичних видань, відбулося скорочення у бібліотечній системі: працівники нашої бібліотеки отримували заробітну плату у розмірі 18грн-бібліотекарі та 36 грн-завідувачі. Але книгарня подолала всі труднощі і на початку нового століття та тисячоліття знову поринула у вирій бібліотечних подій.
Головним напрямком нашої діяльності є робота краєзнавчого характеру. У бібліотеці було зібрано багато етнографічного матеріалу та відкрито міні-музей „Відродження“.
У 2004 році селище відзначило свій 200-річний ювілей.
З нагоди свята Микола Заєць презентував книгу „Цебрикове-долина надії“, а в 2011 році вийшла з друку ще одна краєзнавча книга автора „Цебриківський (Гофнунгстальський) край“. Особливу увагу приділено історії заселення краю, його засновникам, розвитку Гофнунстальської волості і Цебриківському району
В 2005 році на базі нашої бібліотеки організовується клуб „Краєзнавець“. Його засновано з метою вивчення історії рідного краю, економіки, екології, літератури, культури;збирання матеріалів про людей, які прославили рідне селище.

На базі книгарні створено школу передового досвіду по краєзнавству. Проводяться семінари бібліотечних працівників району. У 2017 році проводилась школа передового досвіду по патріотичному вихованню підростаючого покоління» На їхню долю випала війна". Захід присвячено воїнам — афганцям та воїнам зони АТО. 

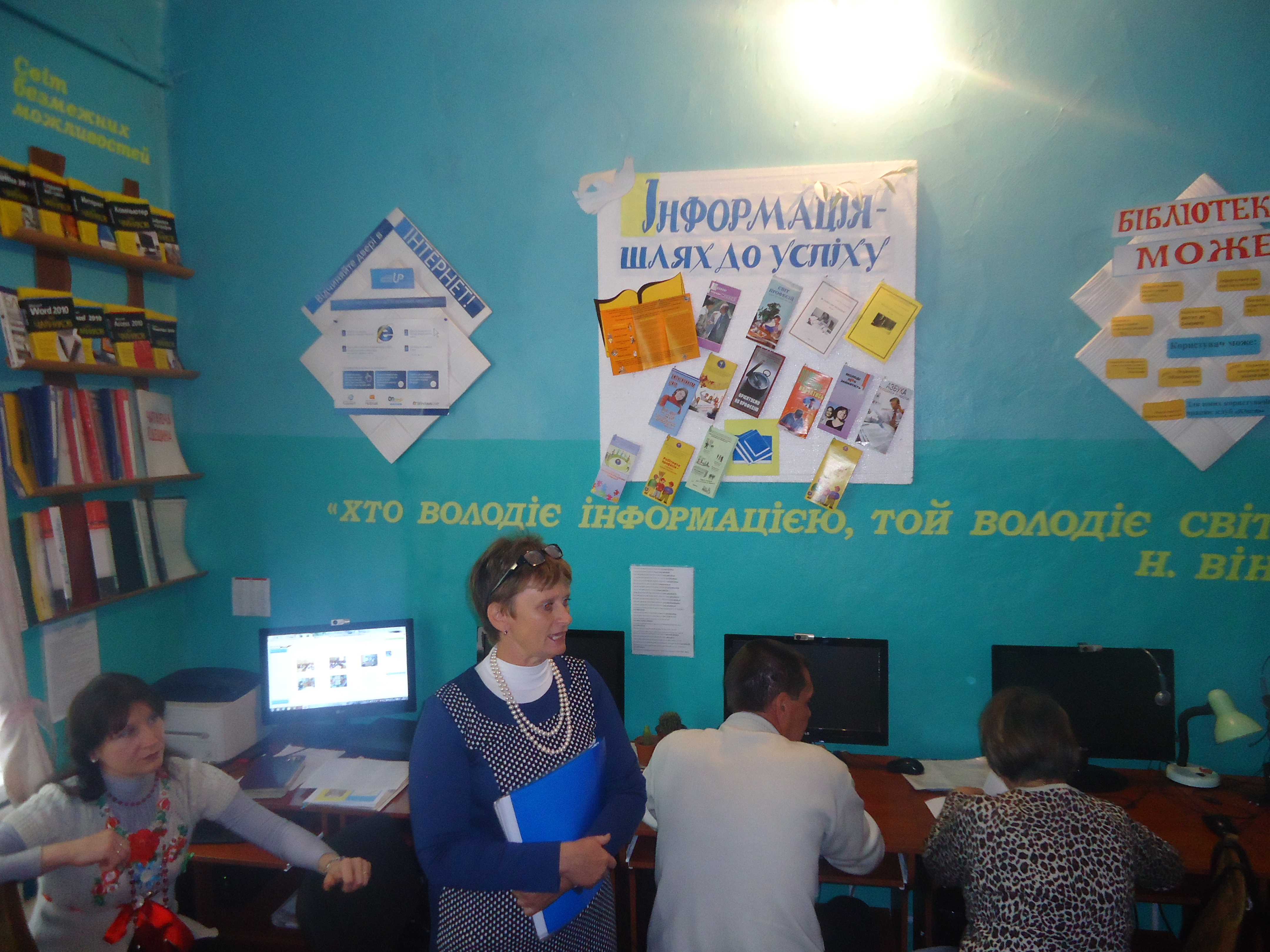

В бібліотеці проводиться територіальне дослідження « Мій рід — моя родина» під гаслом"Духовний храм людини: сім'я, родина, рід". Накопичено багато матеріалу про родовід сімей селища, ведеться пошукова робота про нащадків-вихідців з Цебрикове.
В жовтні 2010 року бібліотека подає заявку на участь у Міжнародному проекті програми «Бібліоміст» «Організація нових бібліотечних послуг з використанням вільного доступу до Інтернету».
У лютому 2011 року книгарня стала переможцем проекту та отримала три комп'ютери та доступ до Всесвітньої мережі Інтернет. В бібліотеці проводиться програма навчань інтернет-центру «Корисні поради інтернет-мандрівникам».
На базі Цебриківської бібліотеки для дорослих створено пункт взаємодопомоги у подоланні соціальних та психологічних проблем у багатодітних, малозабезпеченних сім'ях, опікунам дітей-сиріт. З ініціативи книгарні започатковано програму заходів щодо всебічного рішення проблем цієї групи населення.
Бібліотека завжди бере активну участь в регіональних та всеукраїнських соціологічних дослідженнях « Михайло Грушевський- український історик європейського значення» (2016 рік), « Патріотичний настрій молоді»(2017 рік)та інші.

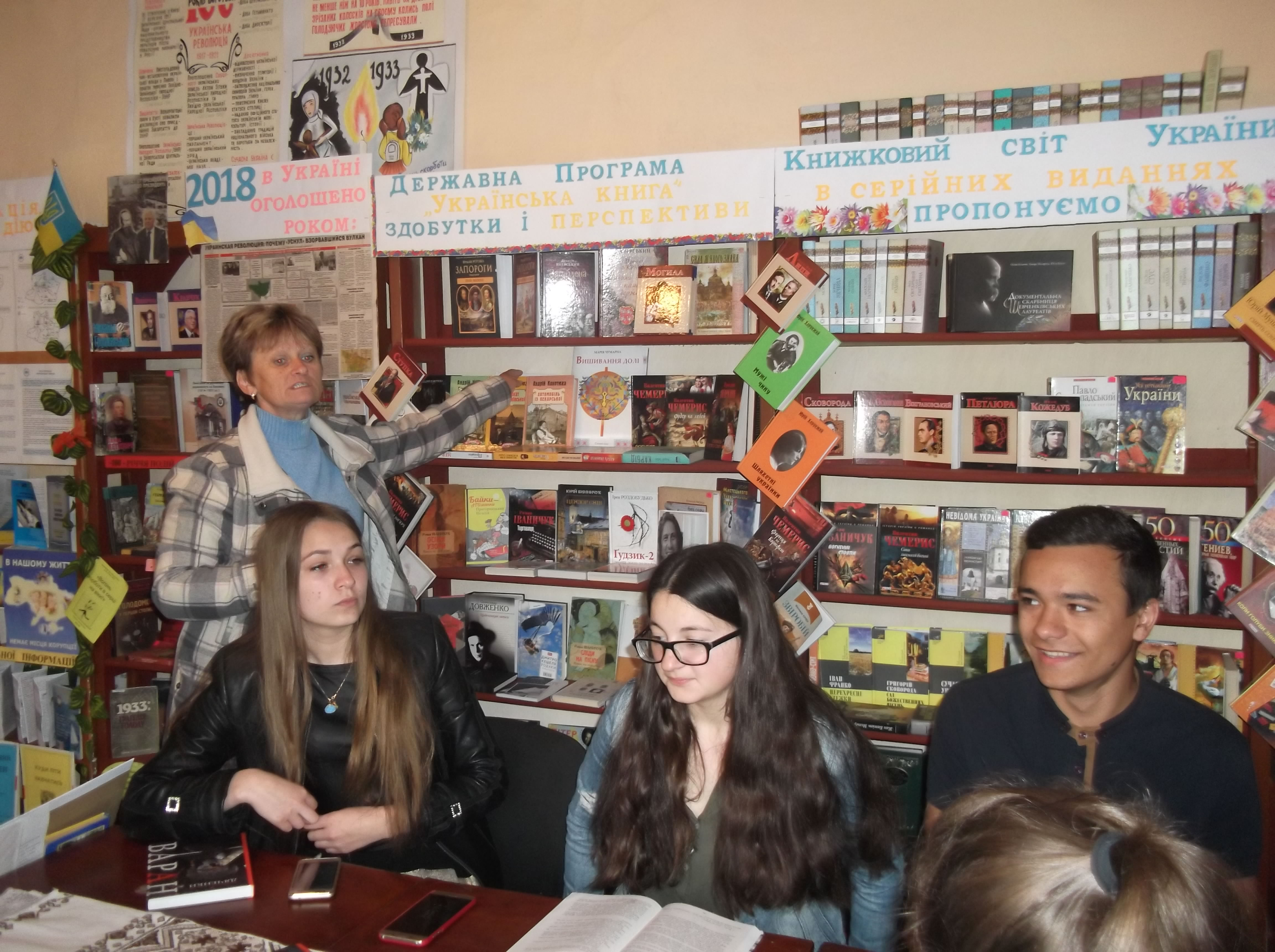
Бібліотека проводить літературну естафету « Читай українське! Читай українською»

У бібліотечному житті Цебриківської бібліотеки для дорослих проходять різноманітні конкурси: 2017 рік -Всеукраїнський: «Наша спадщина», регіональні: «Етнографічне намисто Одеського краю» та "Спільна просвітницька і популяризаторська діяльність бібліотек, клубних закладів і музеїв області, як шлях патріотичного виховання"в номінації" Патріотизм — код нації і поклик власної душі", присвячений 100-річчю Української революції. За участь в обласному огпяді — конкурсі бібліотека — філія (завідувачка Костик Т. І.) та будинок культури (директор Миськова Н. В.) нагороджені дипломами від управління культури та охорони об'єктів культурної спадщини Одеської обласної державної адміністрації за креативність відображення матеріалів та використання інноваційних форм роботи.
Творча діяльність та життя книгарні продовжується…